# Acanthostomatops
Acanthostomatops vorax
Genre
Espèce
Synonymes
- Acanthostoma vorax Credner, 1883

Acanthostomatops est un genre éteint d'amphibiens temnospondyles du Permien inférieur, découvert à Döhlen dans le bassin de la Saxe en Allemagne. Ce genre n'est représenté que par une seule espèce, Acanthostomatops vorax.

## Systématique
L'espèce Acanthostomatops vorax a été initialement décrite en 1883 par Hermann Credner (d) sous le protonyme d’Acanthostoma vorax. Ce n'est qu'en 1961 qu’Oskar Kuhn l'a déplacée sous le genre Acanthostomatops créé spécialement pour elle.

## Publication originale
- Espèce Acanthostomatops vorax sous le taxon Acanthostoma vorax :
  - (de) Hermann Credner, « Die Stegocephalen aus dem Rothliegenden des Plauen'schen Grundes bei Dresden », Zeitschrift der Deutschen Geologischen Gesellschaft, Berlin, DGGV (d), vol. 35,‎ 1883, p. 275-300 (ISSN 0012-0189 et 2700-3035, OCLC 62675553, lire en ligne).